# Doris Miller
Doris Miller (Waco, Texas, 1919. október 12. – Csendes-óceán, 1943. november 24.) afroamerikai haditengerész, akit kitüntettek a Pearl Harbor elleni japán támadás során tanúsított hősiessége miatt.

## Ifjúsága
Henrietta és Conery Miller gyerekeként látta meg a napvilágot a texasi Wacóban. Három fiútestvére volt, egyikük később a hadseregben szolgált a második világháborúban. Miller a helyi középiskolába járt, majd az apja farmján dolgozott. 1939. szeptember 16-án belépett az amerikai haditengerészetbe, ahol konyhai kisegítő, majd szakács lett.

## Pályafutása
Kiképzést a virginiai Norfolkban kapott, majd a USS Pyro lőszerszállító hajóra vezényelték. 1940. január 2-án áthelyezték a USS West Virginia csatahajóra, amelynek nehézsúlyú ökölvívóbajnoka lett. 1941. december 7-én, a Pearl Harbor elleni támadás napján a szennyest gyűjtötte, amikor megszólalt a riadó. A hajó torpedótalálatot kapott, és Miller a sebesültek mentésében vett részt. Később egy tiszt a hídra parancsolta, ahol a tengerész, kiképzés nélkül, tüzet nyitott egy légvédelmi géppuskával a japán repülőgépekre. Miután a lőszere elfogyott, a többiekkel együtt elhagyta a hajót. A USS West Virginia elsüllyedt, 1541 fős legénységéből 130-an meghaltak, 52-en megsebesültek. A hajót később kiemelték, kijavították, és a csendes-óceáni hadszíntéren szolgált a háború végéig. A harcban tanúsított bátorságáért Miller, első afroamerikaiként, megkapta a haditengerészeti keresztet, amelyet Chester Nimitz tengernagytól vehetett át 1942. május 27-én a USS Enterprise repülőgép-hordozó fedélzetén.
1941. december 13-án a USS Indianapolis nehézcirkálóra, majd 1943 tavaszán a USS Liscome Bay kísérő repülőgép-hordozóra vezényelték, amely részt vett a makini és a tarawai csatában. 1943. november 24-én egy japán tengeralattjáró megtorpedózta az anyahajót, amely percek alatt elsüllyedt. Doris Miller eltűnt, 1944. november 25-én nyilvánították hivatalosan halottnak. Miller posztumusz megkapta a Bíbor Szívet. Az amerikai haditengerészet 1973-ban egy Knox-osztályú fregattot nevezett el róla, és egy 2020-as döntés értelmében a nevét fogja viselni egy új repülőgép-hordozó is.